# Хатт, Сара-Джейн
Сара-Джейн Хатт (англ. Sarah-Jane Hutt; род. 3 октября 1964, Пул, Дорсет) — британская супермодель, фотомодель и королева красоты; «Мисс Мира 1983 года».

## Биография
Сара-Джейн Хатт родилась 3 октября 1964 года в городе прибрежном городе Пул на английском побережье Ла-Манша. Училась в школе Маунтбэттен в Ромси, Хэмпшир.

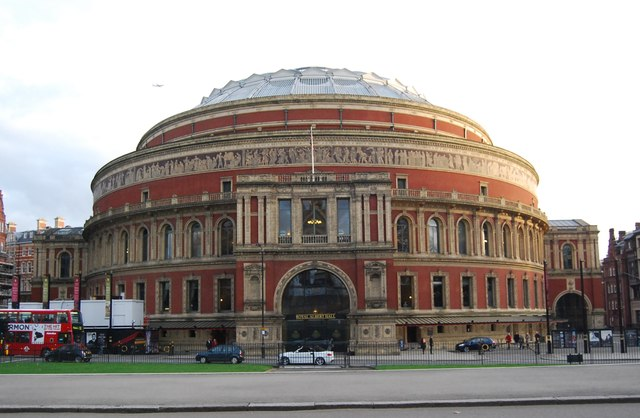
Альберт-холл

Решив принять участие в конкурсе «Мисс Соединённое Королевство», она одержала там победу, что открыло ей дорогу на международный конкурс красоты «Мисс Мира в 1983 году», который проходил в Альберт-холле в Лондоне. В конкурсе, включая неё, принимало участие 72 девушки, но девятнадцатилетняя С.-Д.Хатт сумела вырвать победу и стать пятой «Мисс Соединённое Королевство» получившей корону «Мисс мира».
Любопытно, что она сама отказывалась признавать себя самой красивой женщиной, и некоторые недовольные конкурсантки ей, как минимум, не возражали. После победы она сказала: «Никогда не думала, что смогу победить. Это величайшая честь в моей жизни», а её отец, Колин, сказал, что «уверен в её победе, но не верит, что она самая красивая девушка в мире».
На вечернем балу в честь конкурса «Мисс мира» присутствовала принцесса Маргарет, младшая сестра королевы Елизаветы II, а изображение принцессы с Сарой-Джейн Хатт на следующий день было напечатано и показано во множестве средств массовой информации.
За свою победу в Альберт-холле «Мисс Мира 1983 года» получила 45 тысяч фунтов стерлингов призовых.